# Рулевский, Ян
Ян Рулевский (пол. Jan Rulewski; 18 апреля 1944, Быдгощ) — польский профсоюзный деятель и политик, один из лидеров движения Солидарность. В 1980—1981 — председатель забастовочного комитета и регионального профцентра в Быдгоще. Представлял радикальное крыло «Солидарности», ориентированное на конфронтацию с властями, участвовал в силовых конфликтах. При военном положении 1981—1983 был интернирован, затем арестован, но освобождён по амнистии. В Третьей Речи Посполитой — депутат сейма и сенатор от Гражданской платформы. Социальный либерал, активный антикоммунист. Подобно Леху Валенсе, характеризуется как «легенда Солидарности».

## Ранние конфликты с властями
Родился в семье каменщика, был младшим из троих детей. Окончил инженерное училище в Быдгоще. В 1963—1965 учился в варшавской Военно-технической академии. Отличался независимым резким и прямолинейным характером. С ранней юности проявлял откровенную враждебность к правящей компартии ПОРП и государственному строю ПНР.
Ян Рулевский открыто высказывал антикоммунистические взгляды, призывал бойкотировать выборы в сейм ПНР. В 1965 исключён из академии за «антисоциалистическую пропаганду», отправлен на армейскую службу в дисциплинарный батальон. Сделал попытку попытался нелегально перебраться в ФРГ, 15 августа 1965 был арестован на территории ЧССР и депортирован чехословацкими властями в Польшу. Предстал перед судом Варшавского военного округа, в марте 1966 приговорён к пяти годам лишения свободы. Отбывал заключение в тюрьме Щецина. Освобождён по амнистии в июле 1969.
Работал в Быдгоще на велозаводе, металлургическом комбинате, конструктором парогазовых установок. На велосипедном заводе Romet инженер Рулевский имел изобретательский патент, отмечался как рационализатор. В 1974—1980 председатель профкома велозавода.

Такие люди, как инженер Рулевский, были неразрешимой загадкой для теоретиков «научного коммунизма». Самого что ни на есть пролетарского происхождения, познавший нужду. Талантливый техник, прирождённый производственник. Человек индустриального склада, коллективист по натуре. И при всём том — яростный, непримиримый антикоммунист.

## «Фундаменталист Солидарности»

### Во главенезависимого профцентра
В августе 1980 Ян Рулевский немедленно примкнул к забастовочному движению. По его инициативе официальная профорганизация велозавода Romet поддержала требования гданьских забастовщиков. За антикоммунистический радикализм своих выступлений 25 августа 1980 Рулевский был арестован, но быстро освобождён по требованию рабочих. 28 августа участвовал в создании быдгощского Межзаводского забастовочного комитета (MKS). 4 сентября был избран председателем MKS; 5 июля — председателем созданной на основе MKS Быдгощской региональной организации профсоюза Солидарность.
Ян Рулевский занимал в «Солидарности» радикальную — «фундаменталистскую» — позицию. Наряду с такими деятелями, как Мариан Юрчик, Анджей Гвязда, Северин Яворский, Анджей Розплоховский, Рулевский был сторонником решительной конфронтации с ПОРП. Из всех деятелей «Солидарности» именно Рулевский подвергался наиболее жёсткой критике в советской печати как «уголовный преступник» и «профбосс-неофашист».

Кредо было элементарным и прямолинейным: не медля ни дня, сейчас же, идти на вооружённый штурм социалистического государства, не считаясь ни с какими нюансами внутренней и международной обстановки.

В отличие от большинства лидеров ранней «Солидарности», Ян Рулевский с самого начала выступал как непримиримый антикоммунист и однозначный противник реального социализма. При этом он отвергал и демократический социализм, как «систему торможения экономического развития». Не скрывал своих либеральных убеждений в экономике и политике. Жёстко конфликтовал с воеводским комитетом ПОРП, во главе которого стоял первый секретарь Генрик Беднарский.
Быдгощская организация ПОРП явно проигрывала противоборство с профцентром Рулевского. За период с августа 1980 по декабрь 1981 воеводская парторганизация потеряла до 10 % членского состава (значительное большинство вышедших из партии были заводскими рабочими). Серьёзные конфликты возникали, в частности, из-за требований предоставить партийные и административные здания под больницы, поликлиники, школы и детские сады. В некоторых случаях нажим «Солидарности» достигал результата, помещения освобождались под социальные нужды. В городе Накло-над-Нотецён симпатизировавшие «Солидарности» партийный секретарь Адам Кнёла и глава городской администрации Станислав Граек поступили так добровольно.

### Быдгощская провокацияиВсепольская забастовка
19 марта 1981 года в воеводском совете Быдгоща готовился вопрос о легализации независимого профсоюза крестьян Сельская Солидарность. Предварительные переговоры вёл Ян Рулевский. Быдгощский вице-воевода Роман Бонк гарантировал обсуждение, а воеводский комендант милиции Юзеф Коздра гарантировал безопасность представителям «Солидарности» и крестьянского забастовочного комитета. Однако власти по прямому указанию центрального партийного руководства и МВД запланировали и осуществили силовую операцию против оппозиции.
Внезапный отказ обсуждать данный пункт повестки дня встретил резкий протест Рулевского. Делегация «Солидарности» была атакована милицией и ЗОМО нарядом под командованием майора Генрика Беднарека. Рулевский являлся главным объектом милицейской атаки и подвергся избиению.

Помню одного офицера милиции, который был особенно активен. Всё время повторял: «Хватай Рулевского!» Это было не случайно.

Антоний Токарчук, вице-председатель Быдгощского профцентра «Солидарности»

Быдгощские события вызвали массовое возмущение, создали острый политический кризис и привели к всепольской четырёхчасовой предупредительной забастовке 27 марта 1981. В забастовке участвовали, по разным оценкам, от 13 до 17 миллионов человек (больше, чем состояло в «Солидарности»), она стала одной из крупнейших в истории мирового стачечного движения.

Партийная власть убедилась — за ней нет ничего, кроме насилия. И это увидели все. Общее осознание со временем привело к победе над ложью и насилием.

Ян Рулевский

После предупредительной забастовки власти дали согласие легализовать «Сельскую Солидарность», признали необъективным освещение Быдгощских событий в партийно-государственной печати и обещали расследовать милицейское избиение. 17 апреля 1981 Рулевский от имени Всепольской комиссии «Солидарности» подписал соответствующие соглашения с правительством ПНР.
Инцидент 19 марта 1981 года придал Яну Рулевскому не только всепольскую, но мировую известность. Общественный интерес к Быдгощскому марту и роли Яна Рулевского в противостоянии сохраняется в Польше на протяжении десятилетий.

### Кандидат в председатели
Быдгощский кризис резко повысил политическую значимость фигуры Яна Рулевского. Он сделался олицетворением противостояния и выступал в «Солидарности» как идеолог и практик радикальной позиции. «Партийный бетон» ПОРП и советская пропаганда стали воспринимать Рулевского как крайне опасного противника, ведущего лидера «экстремистов». Сам он своими выступлениями постоянно укреплял эту репутацию. В июле 1981, перед IX чрезвычайным съездом ПОРП, Рулевский предлагал объявить забастовку 14-го числа, в день открытия партсъезда. Эта идея показалась настолько конфронтационной, что даже Владислав Фрасынюк выдвинул проект резолюции с её осуждением. Урегулировать внутренний конфликт с трудом удалось Каролю Модзелевскому.
Рулевского обвиняли в «развязывании антикоммунистического морального террора», в «захвате улицы», в планировании создания боевых дружин. Впоследствии он пояснил, что имел в виду лишь охрану публичных мероприятий «Солидарности», однако партийные власти и милицейское начальство приписывали ему замыслы физических расправ над коммунистами и милиционерами. Среди «аргументов» была, в частности, проведённая профсоюзом историческая реконструкция восстания Костюшко, участники которой вышли с вилами и косами. В то же время, в Быдгоще предпринимались попытки создать региональную структуру дружественного «Солидарности» независимого профсоюза сотрудников милиции.
На I съезде «Солидарности» (сентябрь-октябрь 1981) Ян Рулевский баллотировался на пост председателя профсоюза. Он выступал с программой радикального противостояния коммунистическим властям.

Я заявляю с этой трибуны, что компромисс — это не путь «Солидарности». «Солидарность» должна, как огромный молот, разбивать тоталитарную систему.

Ян Рулевский

Рулевский акцентировал также проблематику прав человека и экономической реформы. Он требовал общественного контроля за выполнением Хельсинкских соглашений, подписанных ПНР. В экономической сфере предлагал трудовое акционирование предприятий, распространение собственности работников.
Однако большинство голосов на выборах председателя получил Лех Валенса, занимавший наиболее умеренную позицию из всех кандидатов. За Яна Рулевского голосовали 52 делегата (около 6,6 %). По итогам съезда Рулевский стал членом руководящего органа «Солидарности» — президиума Всепольской комиссии из восьми человек.

### Декабрьская позиция
К осени 1981 отношения между «фундаменталистским» крылом и председателем «Солидарности» резко осложнились. Рулевский продолжал настаивать на всеобщей политической стачке и открытом мирном восстании. Массы членов «Солидарности» требовали активного выступления, и Рулевский выступал выразителем этих настроений. Валенса же ещё пытался достичь соглашения с руководством ПОРП.

Я.Рулевский: Ты хочешь преподнести председателю совета министров подарок в виде усмирённых забастовок?

Л.Валенса: Твою-то программу я давно знаю. Захватить Гданьск, Гдыню, Сопот. Я этого не позволю сделать. Нас тогда легко поразгонят. Этого хочешь?

Ян Рулевский призывал формировать структуры, способные к оперативному перехвату власти в момент столкновения «Солидарности» с правящим режимом. 3 декабря 1981 в Радоме собрался президиум Всепольской комиссии. Рулевский предложил выразить недоверие правительству Ярузельского. Ход совещания тайно записывался подслушивающей аппаратурой Службы безопасности ПНР (СБ) и был опубликован в печати ПОРП. Против Рулевского было выдвинуто политическое обвинение в планах силового захвата власти. На заседании Всепольской комиссии в Гданьске 11 декабря 1981 Рулевский внёс новое предложение: инициировать общенациональный референдум о политической системе и сформировать временное правительство до будущих свободных выборов.

## Привоенном положении. Преследования и амнистия
При введении военного положения 13 декабря 1981 года Рулевский был задержан в Сопоте агентами СБ, после чего интернирован. На пленуме Быдгощского воеводского комитета ПОРП 7 января 1982 под председательством секретаря Зенона Жмудзиньского уполномоченный Политбюро Ежи Шукала заявил: «Если бы не военное положение, введённое за пять минут до двенадцатого часа, то не мы сидели бы в этом зале, а совсем другие — и другая организация. Не товарищ Жмудзиньский председательствовал бы за этим столом, а… ваш Ян, как его фамилия?.. И совсем другой флаг висел бы здесь».
В специальных центрах заключения под Варшавой оставался до приостановки военного положения в конце 1982. В 1983 арестован вновь — в составе небольшой группы оппозиционных активистов, представлявших особую опасность для властей. Выступал с протестами, держал голодовки, требовал статуса политзаключённого, резко возражал против содержания вместе с уголовниками.
Планировалось проведение политического процесса над «фундаменталистами Солидарности» и лидерами Комитета защиты рабочих. Предполагалось, что перед судом предстанут Ян Рулевский, Мариан Юрчик, Северин Яворский, Анджей Гвязда, Анджей Розплоховский, Яцек Куронь, Адам Михник, Кароль Модзелевский, Генрик Вуец, Гжегож Палька. Однако от этого плана властям пришлось отказаться под угрозой массовых протестов. От предложения эмигрировать оппозиционеры также отказались. Подпольная «Солидарность» выпустила в 1984 серию почтовых марок с изображениями политзаключённых, в том числе Яна Рулевского.
В августе 1984 Ян Рулевский, как и другие лидеры профсоюза, был освобождён по амнистии. Вернулся в Быдгощ, снова работал на Romet. Сотрудничал с подпольными структурами «Солидарности». В июне 1985 уволен за организацию забастовки. До 1989 работал таксистом в Быдгоще.
Ян Рулевский был дружен с Ежи Попелушко, не раз встречался с ним, принимал в своём доме. Он был одним из последних, кто видел Попелушко живым, перед его трагической гибелью 19 октября 1984. (Главного из убийц Попелушко — капитана госбезопасности Пиотровского — Рулевский характеризовал впоследствии как «не фанатика, но карьериста».)
Слежка СБ за Яном Рулевским продолжалась много лет и прекратилась только 18 декабря 1989.

## Политик в новой Польше

### Смена системы
Весной 1988 года Ян Рулевский активно присоединился к новой протестной волне. В переговорах 1989 между руководством ПНР и «Солидарностью» — Беседы в Магдаленке и Круглый стол — участия не принимал, считая чрезмерными уступки со стороны оппозиции. Подобно другим «фундаменталистам», он усматривал в таких компромиссах и недопустимое нарушение моральных принципов.

Я бы не мог подать руки Кищаку.

Ян Рулевский

Однако, в отличие от крайних радикалов (подобных Анджею Гвязде), Рулевский признал легитимность новой государственной системы и включился в официальный политический процесс. Впоследствии он признал политическую целесообразность Круглого стола и оценил его как победу «Солидарности».

### Внутриполитические позиции

#### Партии и выборы
С 1990 года Ян Рулевский примыкает к праволиберальным политическим силам. Несколько раз избирался в сейм Польши. Состоял в комитетах по социальной политике и по делам семьи, был членом Совета по охране труда.
Участвовал в деятельности Демократической унии, Унии свободы (UD, UW, лидер — Тадеуш Мазовецкий), затем Избирательной акции «Солидарность» (AWS, лидер Мариан Кшаклевский). Сыграл заметную роль в формировании правительства Ханны Сухоцкой в 1993 году, но министерских постов не занимал. В 2003 Рулевский принял участие в создании социально-консервативной партии Збигнева Ромашевского Суверенитет-Труд-Справедливость (SPS), занимал в ней пост вице-председателя (наряду со Стефаном Несёловским).
Ян Рулевский баллотировался в мэры Быдгоща на выборах 2006 года. Кампания велась в эпатажном стиле и сопровождалась скандалами. Прокуратура Быдгоща обвинила кандидата и его жену в нарушении правил агитации (домашнее ксерокопирование листовок на частной оргтехнике) и устроила обыск в их доме. По итогам выборов Ян Рулевский занял шестое место.
C 2007 году Ян Рулевский являлся политиком Гражданской платформы (ГП). В качестве кандидата ГП был избран в сенат, переизбран в 2011 и затем в 2015. В качестве сенатора специализировался на социально-трудовой, семейной и правозащитной проблематике. Состоял в комитетах по социальной политике, по делам семьи, по науке, образованию и спорту, по правам человека и верховенству закона, в ряде специальных комиссий. Активно поддерживал Дональда Туска, но впоследствии отношения между ними осложнились из-за разногласий по социальной политике.
В 2013 к Рулевскому как сенатору-правозащитнику обращалась даже группа бывших офицеров госбезопасности ПНР, недовольных тем, что их объявляют «единственными виновниками коммунистического зла». В этой связи Рулевский отмечал, что бывшие функционеры коммунистической госбезопасности пользуются покровительством партии СДЛС (бывшая ПОРП).
На президентских выборах 2015 Ян Рулевский поддерживал Бронислава Коморовского.

#### Социальные приоритеты
В целом Ян Рулевский стоит на позициях социального либерализма. С позиций профсоюзного деятеля критикует социальную политику властей, особенно осуждает резкую дифференциацию доходов. Выражал понимание акциям «Солидарности» 2010-х годов (в частности, железнодорожным забастовкам). В знак протеста против антисоциальной, на его взгляд, позиции большинства сенаторов в 2012 Рулевский вышел из сенатского комитета по делам семьи и социальной политики. Несмотря на либеральные взгляды, Рулевский добивается повышения налогов для государственной финансовой поддержки многодетных семей.
Осенью 2014 Рулевский выступал против кандидатуры Эвы Копач на пост премьер-министра Польши и осудил решение Дональда Туска занять пост председателя Евросовета, когда «в Польше столько нерешённых проблем — низкие пенсии, дорогие лекарства». При этом Рулевский отметил, что «Туск в эмиграции будет получать хорошую пенсию».
При этом в сфере социально-бытовой и культурной политики Рулевский занимает более консервативные позиции. Так, в начале 2015 он не поддержал законопроект о ратификации Конвенции Совета Европы о предотвращении и борьбе с домашним насилием в отношении женщин. По мнению Рулевского, законодательное регулирование таких вопросов означает идеологизированное вмешательство в семейную жизнь и не способствует реальной борьбе с бытовым насилием (позиция, сходная с установками Костёла). В то же время Рулевский подчеркнул необходимость полного равноправия женщин в социальной и экономической сфере — вопросах трудоустройства, заработной платы, недопущения принудительной проституции и т. п.
Несмотря на длительную принадлежность к праволиберальной Гражданской платформе, социальные позиции Яна Рулевского, его идейные принципы и понимание национальной истории во многих случаях ближе к правоконсервативной партии Право и справедливость (ПиС). Эту партию поддерживает современный профсоюз «Солидарность». Объединяющей платформой является непримиримый антикоммунизм. Однако Рулевский резко критикует ПиС за конкретную политику Ярослава Качиньского — авторитарный стиль правления, жёсткий консерватизм в идеологии и культуре. Рассматривает партию Качиньского как своего политического противника.

### Внешнеполитические выступления
В международных вопросах Ян Рулевский выступает как сторонник консолидации Европы в конкуренции с США и РФ, максимального развития европейской идентичности при строгом соблюдении польских национальных особенностей и государственного суверенитета.
В 2010, в преддверии визита в Польшу президента России Дмитрия Медведева, Ян Рулевский протестовал против участия Войцеха Ярузельского в подготовке этого мероприятия. Привлечение Ярузельского к заседанию Совета национальной безопасности Польши Рулевский посчитал ошибкой президента Коморовского.
В том же году Ян и Катажина Рулевские приняли организующее участие в берлинской церемонии награждения диссидента-политэмигранта Эдварда Климчака орденом Заслуг перед Республикой Польша.
Рулевский в принципе поддержал Евромайдан (как ранее — Оранжевую революцию)
В мае 2015 сенатор Рулевский критически отозвался о законе, установившем празднование 8 мая Национального дня победы (вместо прежнего Дня победы и свободы 9 мая). По его мнению, новая формулировка имеет «слишком местный» характер, дистанцирует Польшу от «союзнического мира».

### Протесты 2017 года
В июле 2017 года Ян Рулевский активно участвовал в протестах против судебной реформы, инициированной Ярославом Качиньским, консервативным правительством ПиС и президентом Анджеем Дудой. Он решительно выступил за сохранение порядка избрания судей высших инстанций самим судейским сообществом в лице Национального судебного совета, против передачи этой прерогативы сейму и министерству юстиции. При этом он отмечал, что Гражданская платформа имела значительное влияние в польской судебной системе.
На заседание сената 20 июля 2017 года Ян Рулевский явился в своей старой тюремной робе. Тем самым он выразил мнение, что правительственные законопроекты о судебной реформе возрождают времена диктатуры, подобной бывшей ПНР. 12 декабря 2017 он явился на заседание в маске из древнегреческой трагедии с цветами польского флага. Выступал сенатор, не снимая маски, несмотря на просьбу вице-маршала Марии Коц «не устраивать в сенате цирка». Он подчеркнул, что в декабрьские дни поляки вспоминают военное положение с чувством отчаяния от «принятия законов, сходных с тогдашними». Он также развернул картонный баннер с карикатурой на сенатора от ПиС Станислава Пиотровича — прокурора времён ПНР, участника политических репрессий. Такого рода акции характерны для Яна Рулевского.

### Разрыв с Гражданской платформой
26 августа 2017 Ян Рулевский заявил о намерении выйти из парламентского клуба Гражданской платформы (членом партии он не был и ранее). Он мотивировал это «атмосферой беззаботности» в партии, внутрипартийной «информационной блокадой», блокированием его законодательных инициатив, в основном социальных, и «неуважением к проделанной работе». Речь шла, в частности, об отказе в публикации его текстов в партийном бюллетене.
О выходе из клуба Рулевский объявил 12 апреля 2019. Своё решение он объяснил «сдвигом партии влево в мировоззрении, вере, исторической политике». Конкретно эта тенденция проявилась во включении в избирательные списки Гражданской платформы бывших крупных функционеров ПОРП — Александра Квасьневского, Лешека Миллера, Влодзимежа Цимошевича и даже Януша Земке, который был секретарём по пропаганде Быдгощского воеводского комитета ПОРП во время событий 1981 года.
Председатель сенатского клуба Гражданской платформы Богдан Клих высказался в том плане, что Рулевский «имеет право на политический отдых после героических времён в „Солидарности“ и многих лет парламентской деятельности». Полное понимание решения Рулевского выразили представители партии «Право и справедливость», в частности, депутат Европарламента Рышард Чарнецкий.

## Уход из политики
На парламентских выборах 13 октября 2019 Ян Рулевский — впервые с 1991 года — не баллотировался ни в сейм, ни в сенат. Сенатором от его прежнего округа был избран Кшиштоф Брейза, представляющий ГП.
О своём намерении завершить политическую деятельность Ян Рулевский известил заблаговременно. Он отметил, что является сторонником определённых ценностей и не приемлет отступления от них ради достижения сиюминутных политических целей. В то же время он выразил надежду, что «новое поколение, выросшее в последние 30 лет, обладает опытом, необходимым для новой Речи Посполитой». Ян Рулевский остаётся членом профсоюза «Солидарность».
Осенью 2020 Ян Рулевский высказался относительно массовых протестов против ужесточения законодательства об абортах. В целом он занял консервативно-католическую позицию, поддержал традиционные представления о браке и семье, негативно оценил «абсолютное право на аборт» и «поразительную открытость женщин, превосходящую представление об интимности чувств». Он осудил пренебрежение протестующих к христианским символам и памяти Иоанна Павла II. Однако Рулевский выразил понимание антиправительственных выступлений в сугубо политической части, резко критиковал «авторитарный и антидемократический» курс Ярослава Качиньского, его ориентацию на Виктора Орбана.

## Выступления в российской прессе
Интервью Яна Рулевского дважды публиковались в российском издании Новая газета. В апреле 2016 он рассказал о Быдгощских событиях 1981 года — 35-летие которых отмечалось тогда в Польше — привёл несколько интересных подробностей. Он высказал также своё понимание ситуаций в России и Украине. По мнению Рулевского, «в обеих странах преобразования осуществляли либо партийные функционеры, либо технократы», которые «заглушили национальное пробуждение, выхолостили веру в национальные силы». В то же время, он высоко оценил потенциальные шансы украинских реформ. Россию польский сенатор назвал «цивилизационной силой Европы, которая нужна Европе — но без сверхдержавной политики, продолжающей Ялту».
В сентябре 2019 Рулевский вновь изложил «Новой газете» своё видение польской истории 1980-х, свои антикоммунистические и антисоциалистические убеждения. В целом он однозначно позитивно оценивает происшедшие в стране перемены. Рулевский высказался в пользу либеральных ценностей и принципов народного самоуправления, обрисовал свои принципиальные разногласия с руководством Гражданской платформы (альянс с бывшими коммунистами) и с Ярославом Качиньским (авторитарная централизация). При этом Рулевский отметил, что «Качиньскому нужна власть централизованная, авторитарная, но президентская, тогда как Путину нужна царская власть — и это далеко не одно и то же». Намерение уйти из политики он объяснил объективным окончанием своего политического времени — поскольку «ушла прежняя спайка, на которой держалась борьба „Солидарности“».
В декабре 2021 «Новая газета» опубликовала статью Рулевского к 40-й годовщине военного положения. События декабря 1981 года он характеризовал как «польско-ярузельскую войну», развязанную руководством ПОРП при поддержке КПСС.
Интервью с Яном Рулевским разместил в 2019 интернет-портал «Конкретно.ру». Он высказался, в частности, в защиту Леха Валенсы от обвинений в сотрудничестве с госбезопасностью (хотя не оспаривал их обоснованность) и осудил снос советских памятников в Польше. Касаясь геополитической проблематики и польско-российских отношений, Рулевский выразил уверенность, что «у Путина не хватит денег на завоевание Польши».
Авторские статьи Рулевского несколько раз публиковались на ресурсе «В кризис.ру» — о протестах 2020 года, о 40-летии I съезда «Солидарности», о кончине Анджея Розплоховского. В январе 2022 там же опубликовано инициированное Рулевским заявление в поддержку Международного общества «Мемориал», объявленного «иностранным агентом» и ликвидированного решением Верховного суда РФ. Среди подписавших такие известные деятели, как Збигнев Буяк, Януш Онышкевич, Александр Скобов.

## Работа, семья, традиция
Ян Рулевский известен также как инженер (обладает патентами на технологии производства велосипедов) и бизнесмен (организовал в Быдгоще фирму по ремонту оргтехники).
Женат на Катажине Шотт-Рулевской, имеет сына Яна Павла и дочь Ханю.
Катажина Рулевская — гражданская активистка, выступает в политике вместе с мужем. Участвовала в июльских протестах в Быдгоще против планов судебной реформы, давала комментарии российскому изданию.

Демонстрации будут продолжаться. На улицах, особенно в Варшаве, много энергичной молодёжи. Но протест мирный, инцидентов нет, полиция не проявляет жестокости. Однако ПиС идёт паровым катком, ни на что не обращая внимания. Что дальше? Увидим. Зачем это делается? Ответ знает один человек — Ярослав Качиньский.

Катажина Рулевская.

19 марта 2021 года Ян Рулевский выступал на торжественном заседании 40-летнего юбилея Быдгощского марта. Присутствовали президент Анджей Дуда и премьер-министр Матеуш Моравецкий. Юбилейные постановления с благодарностью участникам акта сопротивления коммунистическому правительству приняли Сейм и Сенат. Мессу в Быдгощском кафедральном соборе отслужил епископ Ян Тырава. В сентябре 2021 Ян Рулевский активно участвовал в отмечании 40-летнего юбилея I съезда «Солидарности».

## Награды
- Большой крест ордена Возрождения Польши (2021 год)[70]
- Командор ордена Возрождения Польши (28 августа 2006 года)[71].
- Кавалер ордена Возрождения Польши (1990 год)[72].
- Крест Свободы и Солидарности (2015 год)[73].